# Горихвістка філіпінська
Горихвістка філіпінська (Phoenicurus bicolor) — вид горобцеподібних птахів родини мухоловкових (Muscicapidae). Ендемік Філіппін. Раніше цей вид відносили до роду Коловодна горихвістка (Rhyacornis), однак за результатами молекулярно-генетичного досліджння був переведений до роду Горихвістка (Phoenicurus). 

## Опис

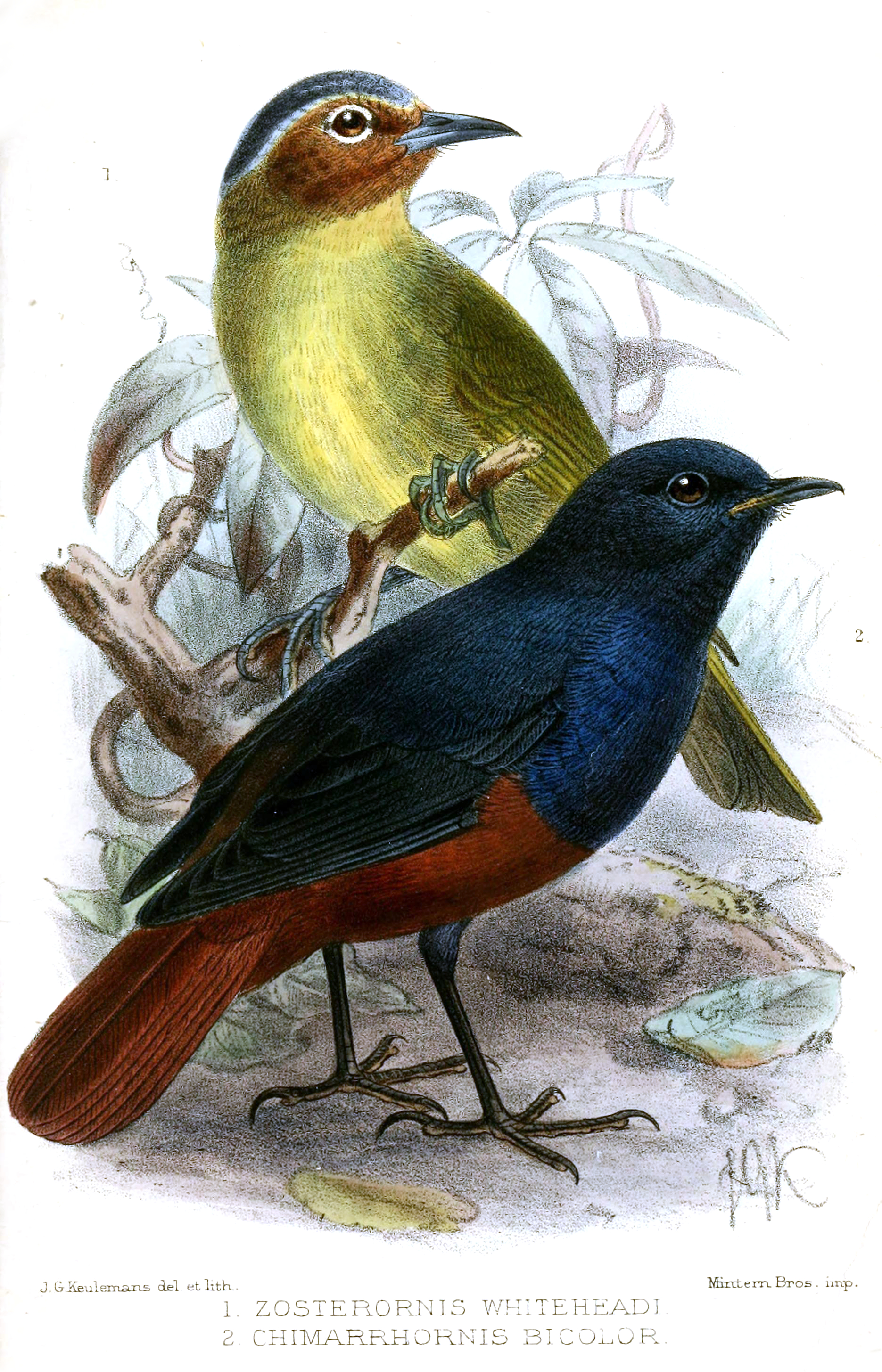
Рудощока тимелія-темнодзьоб і філіпінська горихвістка

Довжина птаха становить 15 см. У самців верхня частина тіла темно-сіра, крила мають коричневий відтінок. Живіт, гузка, верхні покривні пера хвоста і хвіст рудувато-каштанові. У самиць надхвістя і хвіст більш тьмяні, коричневі.

## Поширення і екологія
Філіпінські горихвістки мешкають в горах Сьєрра-Мадре і Кордильєра-Сентраль на острові Лусон, раніше зустрічалися також на острові Міндоро. Вони живуть на берегіх гірських річок і струмків в гірських тропічних лісах, на висоті понад 300 м над рівнем моря. Живляться дрібними комахами та іншими безхребетними.

## Збереження
МСОП класифікує стан збереження цього виду як близький до загрозливого. За оцінками дослідників, популяція філіпінських горихвісток становить від 2500 до 10000 птахів. Їм загрожує знищення природного середовища.